# Schwartbuck
Schwartbuck er en by og kommune i det nordlige Tyskland, beliggende i Amt Lütjenburg i den nordøstlige del af Kreis Plön. Kreis Plön ligger i den østlige/centrale del af delstaten Slesvig-Holsten.

## Geografi
Schwartbuck er beliggende omkring 12 km nordvest for Lütjenburg og omkring 3 km fra Østersøen. Til kommunen hører ud over Schwartbuck, landsbyen Schmoel med herregården Schmoel.